# North American O-47
Le North American O-47 était un avion d'observation américain conçu par le constructeur North American Aviation vers le milieu des années 1930. Utilisé par l'US Army Air Corps (USAAC) avant et pendant la Seconde Guerre mondiale, il s'agissait d'un monoplan à aile basse, doté d'un train d'atterrissage rétractable et d'une hélice à trois pales.

## Conception et développement

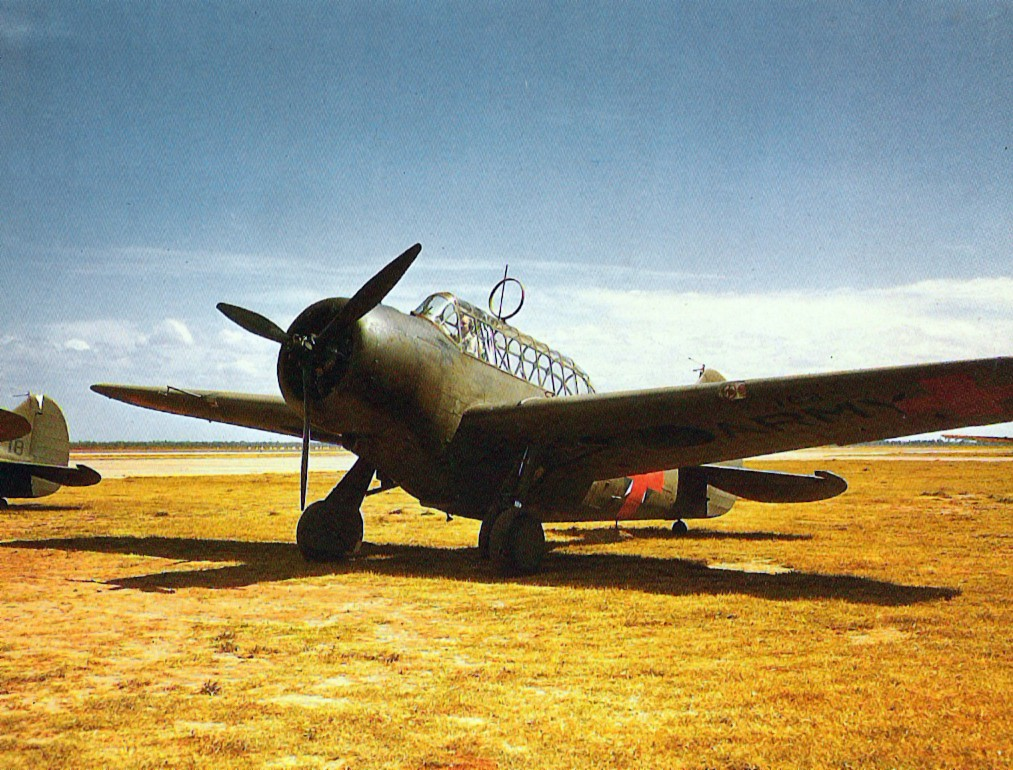
Un O-47B de la « Force Rouge » (red force) pendant des manœuvres en 1941.

L'O-47 fut développé pour remplacer les biplans d'observation Thomas-Morse O-19 et Douglas O-38. Le « O- » de sa désignation indiquait sa mission principale d'observation. L'appareil était plus gros et plus lourd que la plupart des avions d'observation précédents, et son équipage était constitué de trois membres, installés en tandem sous la longue canopée de l'avion. Des petites fenêtres placées dans le bas-ventre de l'appareil supprimaient l'obstacle que constituaient les deux ailes à l'observation vers le bas et la photographie.
La conception du prototype XO-47 débuta en 1934 chez General Aviation, une subsidiaire de la North American, sous la désignation de GA-15. L'Air Corps commanda 174 O-47 entre 1937 et 1938, dont 93 exemplaires furent assignés aux unités de la garde nationale aérienne. En 1938, l'US Army commanda 74 O-47B avec un capot redessiné pour un meilleur refroidissement, un moteur plus puissant, et un équipement radio amélioré.

## Carrière opérationnelle
Des manœuvres d'entraînement effectuées en 1941 démontrèrent les défauts de l'O-47. Les avions légers se montrèrent plus capables d'opérer avec les troupes au sol, alors que les chasseurs et les bombardiers montrèrent une meilleure aptitude à accomplir des tâches de reconnaissance et de photographie du terrain.
Ainsi, pendant la Seconde Guerre mondiale, à l'exception de ceux coincés sur des bases outre-mer par les attaques japonaises, tous les O-47 furent relégués à des tâches secondaires telles que le remorquage de cibles, la patrouille côtière, et la patrouille anti-sous-marine.

## Versions
- XO-47 : Prototype, construit à un exemplaire, portant le numéro de série 36-145. Il a été assemblé à Dundalk, dans le Maryland, et était équipé d'un moteur Wright R-1820-41 de 850 ch (634 kW)[2] ;
- O-47A : Version de production, produite à 174 exemplaires à Inglewood, en Californie. L'appareil était équipé d'un moteur Wright R-1820-49 ;
- O-47B : Deuxième version de production, produite à 74 exemplaires et comportant des améliorations mineures et un moteur Wright R-1820-57 de 1 060 ch (790 kW)[1]. L'avion disposait également d'un réservoir emportant 189 litres de carburant supplémentaires[2].

## Exemplaires préservés
- Un O-47B (s/n 39-112; c/n 51-1025) aux marquages d'un O-47A appartenant au 112e escadron d'observation de la garde nationale de l'Ohio est exposé dans la « Early Years Gallery » du National Museum of the United States Air Force sur la Base aérienne Wright-Patterson, près de Dayton, dans L'Ohio[4]. L'appareil avait été acquis en 1978 à Loren L. Florey Jr., d'Eden Prairie, dans le Minnesota. Il a ensuite été restauré par le 179th Consolidated Aircraft Maintenance Squadron de la garde nationale aérienne de l'Ohio, à Mansfield (Ohio)[4] ;
- Un O-47A (s/n 32-279; c/n NA25-222) est en stockage au National Air and Space Museum, à Washington, D.C[5] ;
- Un O-47A (s/n 38-284; c/n NA25-554) est en cours de restauration au Planes of Fame Museum à Chino, en Californie[6] ;
- Un O-47B (s/n 39-098; c/n N73716) était exposé au Combat Air Museum à Topeka, dans le Kansas. Il a été vendu et devrait quitter prochainement le musée[7].